# 1418
Năm 1418 là một năm trong lịch Julius.

## Sự kiện
- Lê Lợi tổ chức cuộc khởi nghĩa Lam Sơn.